# Kristy (film)
Kristy to amerykański film fabularny z 2014 roku, napisany przez Anthony’ego Jaswinskiego oraz wyreżyserowany przez Olivera Blackburna. Opowiada historię studentki, która spędza samotną noc na terenie kampusu uniwersyteckiego; pada tam ofiarą ataków ze strony członków groźnej sekty. Premiera Kristy nastąpiła 7 sierpnia 2014. 15 października tego roku obraz został zaprezentowany widzom Festiwalu Filmowego w Londynie. Projekt zebrał w znacznej mierze pozytywne recenzje krytyków.

## Obsada
- Haley Bennett − Justine
- Ashley Greene − Violet
- Lucas Till − Aaron
- Chris Coy − Blue Hoodie
- Mike Seal − Black Hoodie
- Lucius Falick − Grey Hoodie
- Erica Ash − Nicole
- James Ransone − Scott
- Mathew St. Patrick − Wayne

## Nagrody i wyróżnienia
- 2015, iHorror Awards:
  - nominacja do nagrody iHorror w kategorii najlepsza aktorka w archetypicznej roli final girl (wyróżniona: Haley Bennett)[5]
  - nominacja do nagrody iHorror w kategorii najlepszy sleeper hit (Oliver Blackburn)[5]